# 星野真
星野 真（ほしの まこと）は、日本の漫画家。埼玉県出身。主に小学館で活動している。主な作品にテレビアニメ化された『ノケモノたちの夜』がある。

## 略歴
- 2016年、『記憶の海を紡げ』で小学館新人コミック大賞少年部門第78回佳作受賞[3]。
- 2017年、『週刊少年サンデーS』2018年1月号に『彼の星よりも高く』が掲載されデビュー。
- 2018年、『サンデーうぇぶり』にて『男子の品格』を連載。
- 2019年、『週刊少年サンデー』2019年36・37合併号から2021年20号まで『ノケモノたちの夜』を連載[4][5]。
- 2022年6月、『ノケモノたちの夜』のテレビアニメ化が決定[6]。
- 2023年9月、『サンデーうぇぶり』にて『竜送りのイサギ』を連載中。

## 作品リスト

### 連載
- 男子の品格（『サンデーうぇぶり』2018年1月30日 - 2018年7月3日配信）
- ノケモノたちの夜
  - ノケモノたちの夜（『週刊少年サンデー』2019年36・37合併号 - 2021年20号）[7]
  - ノケモノたちの夜フレイムナイト（『サンデーうぇぶり』2023年1月4日 - 3月5日）[8]
- 竜送りのイサギ（『サンデーうぇぶり』2023年9月3日 - ）[9]

### 読み切り
- 記憶の海を紡げ
- 彼の星よりも高く（『週刊少年サンデーS』2018年1月号）
- 槍の降るクリスマス（原作：ディライトワークス、『Fate/Grand Order コミックアンソロジー THE NEXT: 3』2018年） - 『Fate/Grand Order』のアンソロジー寄稿作品[10]。
- アルトリア対抗アルトリア戦（原作：ディライトワークス、『Fate/Grand Order コミックアンソロジー THE NEXT: 4』2019年） - 『Fate/Grand Order』のアンソロジー寄稿作品[11]。
- オルタだよ!全員集合!（原作：ディライトワークス、『Fate/Grand Order コミックアンソロジー THE NEXT: 5』2019年） - 『Fate/Grand Order』のアンソロジー寄稿作品[12]。
- アーチャーさんはランサーさんに勝ちたい（原作：ディライトワークス、『Fate/Grand Order コミックアンソロジー THE NEXT: 6』2019年） - 『Fate/Grand Order』のアンソロジー寄稿作品[13]。
- 北米素材対戦アカシ・ヲ・クダサイ（原作：ディライトワークス、『Fate/Grand Order コミックアンソロジー THE NEXT: 7』2019年） - 『Fate/Grand Order』のアンソロジー寄稿作品[14]。
- シャドウ・ボーダー限界飯（原作：TYPE-MOON、『Fate/Grand Order コミックアラカルト PLUS! I』2018年） - 『Fate/Grand Order』のアンソロジー寄稿作品[15]。
- 元・普通の女の子（原作：TYPE-MOON、『月姫 -A piece of blue glass moon- コミックアンソロジー』2021年） - 『月姫 -A piece of blue glass moon-』のアンソロジー寄稿作品[16]。

### 書籍
- 『男子の品格』、小学館〈サンデーうぇぶりコミックス〉2018年、全2巻[2]
- ノケモノたちの夜
  - 『ノケモノたちの夜』、小学館〈少年サンデーコミックス〉2019年 - 2021年、全8巻[2]
  - 『ノケモノたちの夜フレイムナイト』、小学館〈少年サンデーコミックス〉2023年、全1巻[2]
- 『竜送りのイサギ』、小学館〈少年サンデーコミックススペシャル〉2024年 - 、既刊5巻（2025年7月11日現在）